# Maków (Kiwity)
Maków (längere Zeit auch: Makowo, deutsch Makohlen) ist ein Ort in der polnischen Woiwodschaft Ermland-Masuren. Er gehört zur Gmina Kiwity (Landgemeinde Kiwitten) im Powiat Lidzbarski (Kreis Heilsberg).

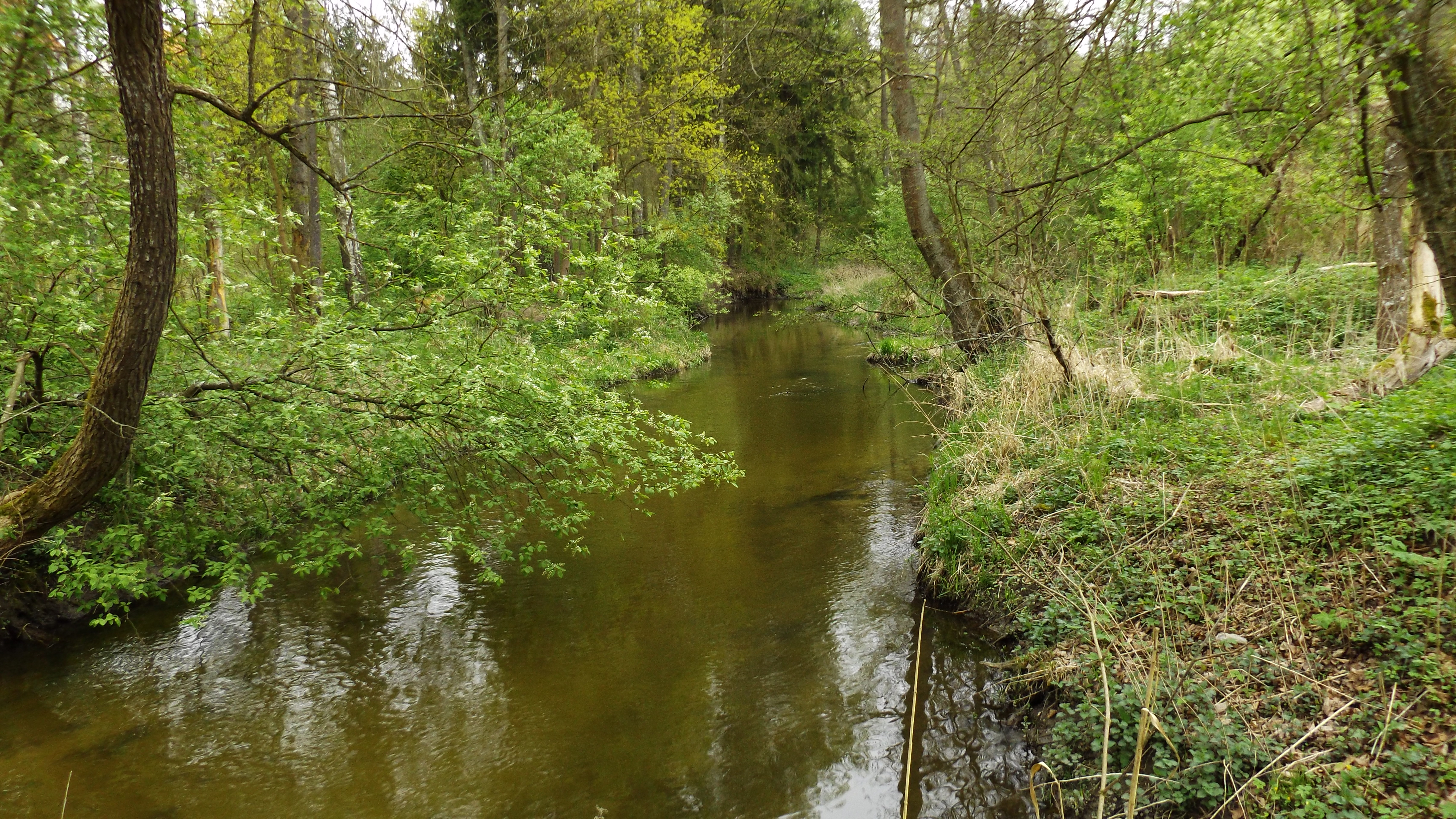
Die Symsarna (Simser)

## Geographische Lage
Maków liegt am Flüsschen Simser (polnisch Symsarna) im nördlichen Westen der Woiwodschaft Ermland-Masuren, elf Kilometer südöstlich der Kreisstadt Lidzbark Warmiński (Heilsberg).

## Geschichte
Im Jahre 1376 Mikolen und erst Jahrhunderte später Makohlen genannt, war das kleine Gutsdorf zu Beginn des 16. Jahrhunderts im Besitz der Familie von Lossainen, deren prominenter Würdenträger Fabian von Lossainen von 1512 bis 1523 Bischof von Ermland war.
Im Jahre 1874 kam der Gutsbezirk Makohlen zum neu errichteten Amtsbezirk Siegfriedswalde (polnisch Żegoty) im ostpreußischen Kreis Heilsberg, Regierungsbezirk Königsberg. 104 Einwohner zählte Makohlen im Jahre 1910.
Am 30. September 1928 verlor Gut Makohlen seine Eigenständigkeit und wurde nach Siegfriedwalde (polnisch Żegoty) eingemeindet.
In Kriegsfolge kam 1945 das gesamte südliche Ostpreußen zu Polen. Makohlen erhielt zunächst wohl die polnische Namensform „Makowo“, die dann aber in „Maków“ umgewandelt wurde. Heute ist das Dorf eine Ortschaft innerhalb der Gmina Kiwity (Landgemeinde Kiwitten) im Powiat Lidzbarski (Kreis Heilsberg), von 1975 bis 1998 der Woiwodschaft Olsztyn, seither der Woiwodschaft Ermland-Masuren zugehörig.

## Religion
Maków gehört heute wie Makohlen bereits vor 1945 zur römisch-katholischen Pfarrei Żegoty (Siegfriedswalde), jetzt im Erzbistum Ermland gelegen.
Auch war Makohlen bis 1945 in die evangelische Kirche Heilsberg in der Kirchenprovinz Ostpreußen der Kirche der Altpreußischen Union eingepfarrt. Heute allerdings ist Maków der Diözese Masuren der Evangelisch-Augsburgischen Kirche in Polen zugehörig.

## Verkehr
Maków liegt an der Nebenstraße 1946N, die von Kobiela (Kobeln) nahe der Woiwodschaftsstraße 513 über Tolniki Wielkie und Klutajny (Klotainen) bis nach Blanki (Blankensee) führt.
Eine Bahnanbindung besteht nicht mehr. Von 1906 bis 1996 war Tolnigk (polnisch Tolniki Wielkie) die nächste Bahnstation. Sie lag an der Bahnstrecke (Niedersee–) Rothfließ–Heilsberg–Zinten (–Königsberg), die zunächst auf polnischer Seite noch bis 1996 befahren wurde, jetzt aber nicht mehr existiert.